# Josep Lorman i Roig
Josep Lorman i Roig (Barcelona, 1948) és un geògraf i escriptor català. Usa com a noms de ploma Josep Lorman i J.L. Roig. Té una relació molt estreta amb el món de la imatge i el cinema. El 1995 obté el Premi Joaquim Ruyra de narrativa juvenil amb “El galió de les illes Cies” i repeteix el premi el 1997 amb “El malefici dels Da”. Altres obres de literatura juvenil de l'autor són: “L'esfera maragda” i “Ebre avall”.